# Jim McCarty (batteur)
Pour les articles homonymes, voir Jim McCarty.
Jim McCarty (né le 25 juillet 1943 à Walton, Liverpool) est un batteur et chanteur de blues et de rock britannique, membre du groupe The Yardbirds.
Ami d'enfance de Paul Samwell-Smith, il rejoint celui-ci en 1963 avec sa formation pour fonder les Yardbirds. Il coécrit et arrange Still I'm Sad avec Samwell-Smith fin 1965. Il est également l'arrangeur de I'm Confused en 1967.
En 1968, lui et Keith Relf, qui ont déjà publié quelques titres en duo sous le nom de Together, quittent les Yardbirds pour former le groupe Renaissance. Leur départ mènera à la création des New Yardbirds par les membres restant, qui deviendront ensuite Led Zeppelin.
McCarty participe aussi aux groupes Shoot, Stairway, Pilgrim et The British Invasion All-Stars. Au milieu des années 1980, il forme Box Of Frogs avec Samwell-Smith, Chris Dreja et de nombreux invités tels que Jeff Beck, Jimmy Page ou Rory Gallagher.
En 1993, il enregistre son premier album en solo, Out of the Dark
Il tourne encore aujourd'hui de temps en temps avec les Yardbirds reformés.

## Discographie
- Two Steps Ahead (Jim McCarty Band, 2002)
- Live And Direct (Renaissance/Illusion, 2002)
- Through The Fire (Renaissance/Illusion, 2001)
- Week-end In Memphis (McCarty-Hite Project, 2000)
- Gothic Dream (Pilgrim, 1996)
- Search Of The Dreamchild (Pilgrim, 1995)
- Raindreaming (Stairway, 1995)
- Wine, Women, Whisky (Pretty Things/Yardbirds Blues Band, 1994)
- Out of the Dark (1994)
- Medecine Dance (Stairway, 1992)
- Chicago Sessions (Pretty Things/Yardbirds Blues Band, 1991)
- United (British Invasion All-Stars, 1990)
- Moonstone (Stairway, 1988)
- Box Of Frogs (Box Of Frogs, 1984)
- Out Of The Mist (Illusion, 1976)
- Illusion (Renaissance, 1970)
- Renaissance (Renaissance, 1969)
- Little Games (The Yardbirds, 1967)
- The Yardbirds (The Yardbirds, 1966)
- Having a Rave Up (The Yardbirds, 1965)
- For Your Love (The Yardbirds, 1965)
- Five Live Yardbirds (The Yardbirds, 1964)